# Samantha Dale
Samantha Dale (* 30. Juni 2001 in Wahroonga) ist eine australische Leichtathletin, die sich auf den Weitsprung spezialisiert hat.

## Sportliche Laufbahn
Erste internationale Erfahrungen sammelte Samantha Dale im Jahr 2019, als sie bei den U20-Ozeanienmeisterschaften in Townsville mit einer Weite von 6,02 m die Goldmedaille gewann. 2022 siegte sie mit 6,72 m beim Melbourne Track Classic und gewann anschließend bei den Ozeanienmeisterschaften in Mackay mit 6,31 m die Silbermedaille hinter ihrer Landsfrau Tomysha Clark. Im Juli schied sie bei den Weltmeisterschaften in Eugene mit 6,04 m in der Qualifikationsrunde aus und anschließend gelangte sie bei den Commonwealth Games in Birmingham mit 6,32 m auf Rang zehn. Im Jahr darauf siegte sie mit 6,71 m beim Maurie Plant Meet – Melbourne sowie mit 6,61 m beim Brisbane Track Classic. Im August startete sie bei den Weltmeisterschaften in Budapest und verpasste dort mit 6,35 m den Finaleinzug. Im Dezember siegte sie mit 6,42 m bei den Pazifikspielen in Honiara. 2024 siegte sie mit 6,47 m bei den Ozeanienmeisterschaften in Suva im Jahr darauf belegte sie bei den World University Games in Bochum mit 6,36 m den siebten Platz.
In den Jahren 2022 und 2025 wurde Dale australische Meisterin im Weitsprung.

## Persönliche Bestleistungen
- Weitsprung: 6,71 m (0,0 m/s), 23. Februar 2023 in Melbourne